# Джур-Дег (Решт)
Джур-Дег (перс. جورده) — село в Ірані, у дегестані Пір-Базар, у Центральному бахші, шагрестані Решт остану Ґілян. За даними перепису 2006 року, його населення становило 48 осіб, що проживали у складі 12 сімей.

## Клімат
Середня річна температура становить 8,15 °C, середня максимальна – 24,14 °C, а середня мінімальна – -8,56 °C. Середня річна кількість опадів – 351 мм.
| Клімат поселення                              | Клімат поселення | Клімат поселення | Клімат поселення | Клімат поселення | Клімат поселення | Клімат поселення | Клімат поселення | Клімат поселення | Клімат поселення | Клімат поселення | Клімат поселення | Клімат поселення | Клімат поселення |
| Показник                                      | Січ.             | Лют.             | Бер.             | Квіт.            | Трав.            | Черв.            | Лип.             | Серп.            | Вер.             | Жовт.            | Лист.            | Груд.            |                  |
| Середній максимум, °C                         | 1,58             | 2,23             | 5,10             | 12,17            | 17,22            | 21,06            | 24,14            | 24,02            | 20,28            | 15,66            | 10,01            | 4,65             |                  |
| Середня температура, °C                       | −3,5             | −2,85            | 0,04             | 7,09             | 12,14            | 15,97            | 19,16            | 19,03            | 15,29            | 10,66            | 5,02             | −0,33            |                  |
| Середній мінімум, °C                          | −8,56            | −7,91            | −5,03            | 2,02             | 7,07             | 10,90            | 14,18            | 14,04            | 10,31            | 5,68             | 0,03             | −5,32            |                  |
| Норма опадів, мм                              | 32               | 37               | 59               | 48               | 40               | 12               | 10               | 7                | 9                | 28               | 33               | 36               |                  |
| Середньомісячна швидкість вітру, м/с          | 1.96             | 2.51             | 2.70             | 2.69             | 2.29             | 2.14             | 2.06             | 1.96             | 1.82             | 1.82             | 2.29             | 1.94             |                  |
| Середньомісячна сонячна радіація, кДж/м²·день | 7958             | 10391            | 12817            | 16725            | 20687            | 23874            | 24008            | 21396            | 18041            | 12960            | 9561             | 7615             |                  |
| --------------------------------------------- | ---------------- | ---------------- | ---------------- | ---------------- | ---------------- | ---------------- | ---------------- | ---------------- | ---------------- | ---------------- | ---------------- | ---------------- | ---------------- |
| Джерело:                                      |                  |                  |                  |                  |                  |                  |                  |                  |                  |                  |                  |                  |                  |